# یواس‌اس همپتون (ای‌پی‌ای-۱۱۵)
یواس‌اس همپتون (ای‌پی‌ای-۱۱۵) (به انگلیسی: USS Hampton (APA-115)) یک کشتی بود که طول آن ۴۹۲ فوت (۱۵۰ متر) بود. این کشتی در سال ۱۹۴۴ ساخته شد.